# Nguyễn Văn Danh (thiếu tướng công an)
Nguyễn Văn Danh là Thiếu tướng Công an nhân dân Việt Nam. Ông từng giữ chức vụ Phó Chủ nhiệm Ủy ban Kiểm tra Đảng ủy Công an Trung ương (từ 2011), Phó Thủ trưởng Cơ quan Ủy ban Kiểm tra Đảng ủy Công an Trung ương, Bộ Công an.

## Tiểu sử
Mẹ của Nguyễn Văn Danh là bà Nguyễn Thị Nâu (sinh năm 1930). Bà Nâu sinh ra trong một gia đình nghèo ở xã Thanh Tân, huyện Mỏ Cày, tỉnh Bến Tre. Bà hoạt động cách mạng từ 8 tuổi, làm giao liên. Sau đó bà quen biết và nên duyên vợ chồng với ông Nguyễn Văn So, một người đồng đội. Hai ông bà sinh được 6 người con, trong đó con thứ 4 là Nguyễn Văn Danh. Bà Nguyễn Thị Nâu đã từng che giấu nhiều cán bộ cấp cao của Đảng Cộng sản Việt Nam trong Chiến tranh Việt Nam như Lê Hồng Anh, Trương Vĩnh Trọng. Bà cũng từng bị bắt năm 1965 khi rải truyền đơn cho quân cách mạng và chỉ được thả vào Tết năm Mậu Thân 1968. Năm 2014, bà Nguyễn Thị Nâu được Nhà nước Việt Nam phong tặng danh hiệu Bà mẹ Việt Nam anh hùng. Năm 2015, bà cư trú ở ấp 2, xã Minh Lập, huyện Chơn Thành, tỉnh Bình Phước.
Tháng 8 năm 2009, Nguyễn Văn Danh mang quân hàm Đại tá công an, công tác tại Ủy ban Kiểm tra Đảng ủy Công an Trung ương tại Thành phố Hồ Chí Minh.
Chiều ngày 8 tháng 9 năm 2011, Đại tá Nguyễn Văn Danh được bầu giữ chức vụ Phó Chủ nhiệm Ủy ban Kiểm tra Đảng ủy Công an Trung ương nhiệm kỳ 2010-2015.
Nguyễn Văn Danh còn từng là Phó Thủ trưởng Cơ quan Ủy ban Kiểm tra Đảng ủy Công an Trung ương, Bộ Công an.
Chiều ngày 5 tháng 5 năm 2016, Thiếu tướng Nguyễn Văn Danh được trao tặng Huân chương Quân công hạng Ba.